# Flou artístico

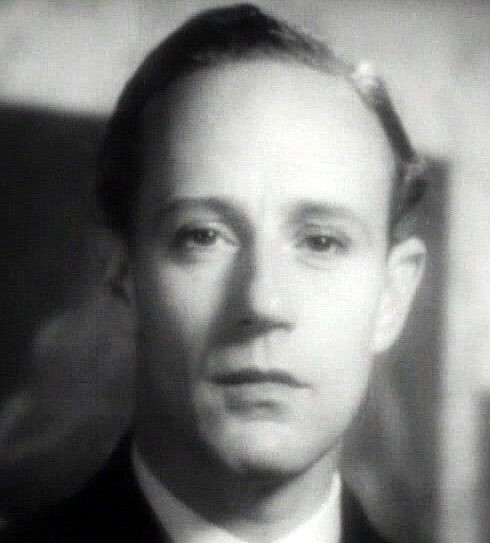
Retrato con flou del actor Leslie Howard.

El flou artístico consiste en un desenfoque deseado en la imagen con un fin artístico. Se emplea en fotografía y en cine aunque su uso se ha aplicado en otras disciplinas como la pintura y la literatura. 
Flou o floue es un término de origen francés que tuvo gran éxito en el siglo XX, especialmente en la fotografía de retrato; aunque también se ha empleado el término "foco suave" procedente del inglés Soft focus. Entre otros efectos el flou proporciona una imagen dotada de mayor carga de subjetividad o un ambiente misterioso o sorprendente.

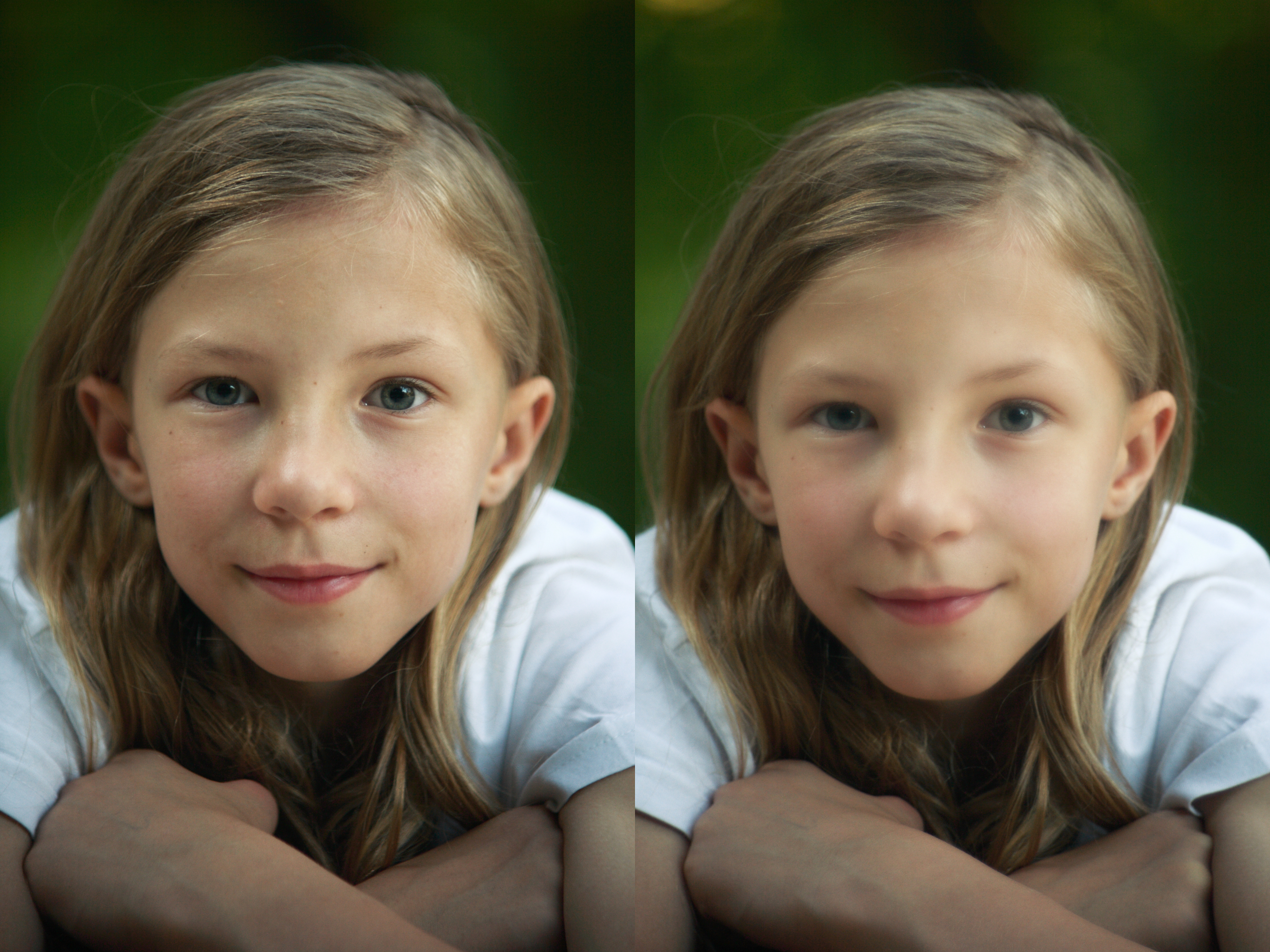
Ejemplo en dos tomas realizadas con un objetivo de enfoque suave sin y con el efecto, concretamente un Tamron SP 70-150mm f/2.8 SOFT.

El proceso de desenfoque puede realizarse durante la toma de la imagen, mediante el empleo de un objetivo específico o de algún accesorio, o en el proceso de revelado o ampliación de la copia. Entre los accesorios se encuentran lentes como las desarrolladas por Nicola Perscheid para suavizar los retratos, filtros denominados "flou" y en algunos casos empleando tules delante de los objetivos de la cámara o la ampliadora. 
En la fotografía digital también se pueden conseguir estos efectos durante la edición de imágenes mediante filtros o plugins. 
Otras formas de emplear de modo intencionado el efecto del  desenfoque son;
- El bokeh que consigue el desenfoque empleando características del objetivo empleado como diafragmas abiertos, o sea con un número f bajo, o mediante el uso de teleobjetivos.
- El motion blur que consigue efectos a causa del movimiento de los objetos y/o la cámara. También conocido como ICM ( Intentional camera movement). Ambos son un Movimiento intencionado de la cámara.